# GoLoco motiv
GoLoco motiv je proteinski strukturni motiv.
U heterotrimernoj G-proteinskog signalizaciji, receptori ćelijske površine (G protein spregnuti receptori) su spregnuti sa za membranu vezanim heterotrimerima, koji se sastoje od GTP-hidrolizujućih podjedinica G-alfa i G-beta/G-gama dimera. Neaktivna forma sadrži alfa podjedinicu vezanu za GDP u kompleksu sa beta i gama podjedinicama. Kad se ligand veže za receptor, GDP se zamenjuje u G-alfa proteinu sa GTP. GTP/G-alfa kompleks se disocira iz trimera i vezuje se za efektor, sve dok intrinsična GTPazna aktivnost G-alfa ne vrati protein u GDP vezanu formu. Reasocijacija GDP-vezane G-alfa podjedinice sa G-beta/G-gama dimerom zaustavlja signal. Nekoliko mehanizama reguliše izlaz signala u različitim stupnjevima G-proteinske kaskade. Dve klase intraćelijskih proteina deluju kao inhibitori G proteinske aktivacije: aktivirajući proteini GTPaze (GAP), koji povišavaju GTP hidrolizu, i inhibitori disocijacije guanozin nukleotida (GDI), koji inhibiraju GDP disocijaciju. GoLoco, ili G-protein regulatorni (GPR), motiv nađen u raznim G-protein regulatorima deluje kao GDI na G-alfa(i).

## Struktura
Kristalna struktura GoLoco motiva u kompleksu sa G-alfa(i) je rešena. On se sastoji od tri mala alfa heliksa. Visoko očuvana Asp-Gln-Arg trijada unutar GoLoco motiva direktno učestvuje u GDP vezivanju, putem pružanja argininskog bočnog lanca u mesto nukleotidnog vezivanja. To je slično sa katalitičkim argininskim prstom koji koristi aktivirajući protein GTPaze. Ovaj doprinos arginina u mestu vezivanja utiče na interakciju GDP-a sa G-alfa, i stoga se važan za GDI-aktivnost GoLoco motiva.

## Primeri
Neki od proteina sa GoLoco motivom su:
- Sisarski regulatori G-proteinske signalizacije 12 i 14 (RGS12 i RGS14).
- ,   homolog.
- Sisarski protein-2 Purkinje ćelija.
- Eukariotski Rap1GAP. Aktivator GTPaze za nukleusni ras-srodni regulatorni protein RAP-1A.

Humani proteini sa ovim domenom su:

## Literatura
1. 1 2  Siderovski DP, Diversé-Pierluissi M, De Vries L (1999). „The GoLoco motif: a Galphai/o binding motif and potential guanine-nucleotide exchange factor”. Trends Biochem. Sci. 24 (9): 340—1. PMID 10470031.
2. 1 2  De Vries L, Fischer T, Tronchère H, Brothers GM, Strockbine B, Siderovski DP, Farquhar MG (2000). „Activator of G protein signaling 3 is a guanine dissociation inhibitor for Galpha i subunits”. Proc. Natl. Acad. Sci. U.S.A. 97 (26): 14364—9. PMC 18924 . PMID 11121039. doi:10.1073/pnas.97.26.14364.
3. ↑  Kimple RJ, Kimple ME, Betts L, Sondek J, Siderovski DP (2002). „Structural determinants for GoLoco-induced inhibition of nucleotide release by Galpha subunits”. Nature. 416 (6883): 878—81. PMID 11976690. doi:10.1038/416878a.
4. ↑  „PDOC50132, RGS domain profile”.
5. ↑  Ponting CP (1999). „Raf-like Ras/Rap-binding domains in RGS12- and still-life-like signalling proteins”. J. Mol. Med. 77 (10): 695—698. PMID 10606204. doi:10.1007/s001099900054.
6. ↑  Artemyev NO, Natochin M, Lester B, Peterson YK, Bernard ML, Lanier SM (2000). „AGS3 inhibits GDP dissociation from galpha subunits of the Gi family and rhodopsin-dependent activation of transducin”. J. Biol. Chem. 275 (52): 40981—40985. PMID 11024022. doi:10.1074/jbc.M006478200.
7. 1 2  Siderovski DP, Kimple RJ, Kimple ME, Betts L, Sondek J (2002). „Structural determinants for GoLoco-induced inhibition of nucleotide release by Galpha subunits”. Nature. 416 (6883): 878—881. PMID 11976690. doi:10.1038/416878a.